# 戸田忠綱
戸田 忠綱（とだ ただつな）は、下野高徳藩知事（第2代藩主）、後に下総曾我野藩知事。

## 生涯
天保11年（1840年）12月3日、下野宇都宮藩の一門重臣・戸田（間瀬）和三郎（後の高徳藩主戸田忠至）の長男として江戸の宇都宮藩邸で生まれる。慶応3年（1867年）9月9日に山陵奉行見習に任じられる。明治元年（1868年）に即位間もない明治天皇に馬術の指導を行った。明治2年（1869年）5月15日、父の隠居により家督を継いで高徳藩主となり、6月25日に従五位下・備後守に叙位・任官して高徳藩知事に任じられた。
明治3年（1870年）3月19日、藩庁を下総曾我野陣屋に移し、8月12日に曾我野藩知事に任じられる。明治4年（1871年）の廃藩置県で知藩事職を免官された。明治15年（1882年）6月、家督を長男の忠義に譲って隠居する。大正11年（1922年）1月28日に死去、享年83。

## 系譜
父母
- 戸田忠至（父）
- 新子 - 中島六郎の娘（母）

正室
- 愛子 - 小川新三郎の次女

子女
- 戸田忠義（長男）
- 鹿園実博（次男）
- 戸田種子 - 井上正巳の妻

| 当主          | 当主                              | 当主          |
| ------------- | --------------------------------- | ------------- |
| 先代 戸田忠至 | 高徳藩戸田家 2代：1869年 - 1882年 | 次代 戸田忠義 |